# AltiVec
AltiVec（アルティベック、アルチベック、アルタベク）は米国モトローラが開発したベクトル演算ユニット。

## 概要
科学計算用のスーパーコンピュータに採用されていたベクトル演算ユニットを踏襲し、128ビットのレジスタを32本搭載し、162もの命令を追加している。
AltiVec は PowerPC G4 (PowerPC 74xx) シリーズに採用されている。

## Vector Multimedia Extension
Vector Multimedia Extension (VMX) はIBMがモトローラと共同開発したベクトル演算ユニット。AltiVec とはハードウェアの実装などが異なるが基本的な構成や命令セットは同一のものである。ただし、要素ロード命令や一部のシフト命令など、AltiVecとVMXで厳密には動作が異なる命令があり、完全な互換性はない。
PowerPC G5 (PowerPC 970) で初めて採用され、POWER6以降のPOWERプロセッサシリーズで使用可能である。マイクロソフトのゲーム機 Xbox 360 のCPU Xenonでは、PowerPC 970 の VMX を拡張し、レジスタを128本とした VMX-128 が搭載されている。VMXはプレイステーション3に搭載されたCellのPower Processor Element (PPE) にも採用された。

## Velocity Engine
Velocity Engine（ベロシティ・エンジン）は、AppleによるAltiVecならびにVMXの呼称。AltiVecとVMXは別の技術であるが、互換性があるためAppleは同一の呼称を使用している。
QuickTimeが対応しており、『GarageBand』や『iTunes』『Final Cut Pro』『iDVD』など多くのアプリケーションソフトウェアで活用されていた。